# Aldo Ferrari (storico)
Aldo Ferrari (Ancona, 29 luglio 1961) è uno storico e politologo italiano specializzato in armenistica e slavistica.

## Biografia
Insegna Lingua e Letteratura Armena, Storia della Cultura Russa e Storia del Caucaso e dell'Asia centrale presso l'Università Ca' Foscari di Venezia. 
Per l'Istituto per gli Studi di Politica Internazionale (ISPI) di Milano dirige il Programma di Ricerca su Russia, Caucaso e Asia Centrale. 
È stato presidente dell'Associazione per lo Studio in Italia dell'Asia Centrale e del Caucaso (ASIAC).
Ha scritto decine di libri; e molti articoli su riviste, libri, atti di convegni e cataloghi di mostre. Inoltre è stato curatore editoriale di molti altri libri.

## Opere scelte
- La Russia tra Oriente e Occidente. Per comprendere il continente-arcipelago, Milano, Ares, 1994, ISBN 88-8155-016-4
- Alla frontiera dell'impero. Gli armeni in Russia 1801-1917, Milano, Mimesis, 2000, ISBN 978-88-8723-179-3
- La foresta e la steppa. Il mito dell'Eurasia nella cultura russa, Milano, Libri Scheiwiller, 2003, ISBN 978-88-7644-352-7
- Il Caucaso. Popoli e conflitti di una frontiera europea, Roma, Edizioni Lavoro, 2005, ISBN 978-88-7313-145-8
- Breve storia del Caucaso, Roma, Carocci, 2007, ISBN 978-88-4304-396-5
- L'Ararat e la gru. Studi sulla storia e la cultura degli Armeni, Milano, Mimesis, 2008, ISBN 978-88-8483-659-5
- In cerca di un regno. Nobiltà, profezia e monarchia in Armenia tra Settecento e Ottocento, Milano, Mimesis, 2011, ISBN 978-88-5750-751-4
- Il grande paese. Studi sulla storia e la cultura russe, Milano, Mimesis, 2012, ISBN 978-88-5751-404-8
- Quando la Russia incontrò il Caucaso. Cinque storie esemplari, Milano, Guerini e associati, 2015, ISBN 978-88-6250-614-4
- Armenia. Una cristianità di frontiera, Rimini, Il Cerchio, 2016, ISBN 978-88-8474-431-9
- L'Armenia perduta. Viaggio nella memoria di un popolo, con prefazione di Antonia Arslan, Roma, Salerno Editrice, 2019, ISBN 978-88-6973-412-0
- con Giusto Traina, Storia degli armeni, Bologna, Il Mulino, 2020, ISBN 978-88-15-28739-7
- Storia della Crimea. Dall'antichità a oggi, Bologna, Il Mulino, 2022, ISBN 978-88-15-29936-9
- Russia. Storia di un impero eurasiatico, Milano, Mondadori, 2024, ISBN 978-88-04-76439-7